# Steirastoma zischkai
Steirastoma zischkai är en skalbaggsart som beskrevs av Prosen 1957. Steirastoma zischkai ingår i släktet Steirastoma och familjen långhorningar. Inga underarter finns listade i Catalogue of Life.